# La Playa (Mocotíes)
La Playa es una localidad del Municipio Rivas Dávila, perteneciente a la región del Valle del Mocotíes, estado Mérida, Venezuela. Se encuentra enclavada en una terraza natural dentro de la formación montañosa tipo valle que conecta a los estados Mérida y Táchira, atravesada por el cauce del Río Mocoties, el cual le da nombre a dicha región. Es la capital de la Parroquia Gerónimo Maldonado, se encuentra en el medio de la vía que conecta la población de Bailadores con la ciudad de Tovar, formando parte de la Carretera Trasandina; se ubica a menos de 10 minutos de la ciudad de Tovar, por lo cual para muchos es considerada parte de la zona sur de la ciudad. Posee una población cercana a los 3.125 habitantes, se eleva a unos 1200 m s.n.m.

## Historia
El 25 de enero de 1823, fueron derrotadas las fuerzas realistas del Mariscal Tomás Morales por los coroneles José Antonio Paredes y Carlos Castelli, en el Cerro de Mariño.
En La Playa nació Gerónimo Maldonado, eminente médico, escritor y político (1876 - 1913). Participó en la Revolución Restauradora de Cipriano Castro (1899). En 1901, con apenas 25 años, fue nombrado presidente del Estado Carabobo, y entre otras cosas, crea el primer monumento a la Batalla de Carabobo (antes del arco). También fue escritor.

## Toponimia
La Playa es un nombre extraño para un pueblo ubicado en la cordillera, quizás se llame así por algún terrero plano cerca de un riachuelo. Cuentan algunos pobladores que para el año 1.600 el agua represada en una parte del río Mocoties se desbordó con tal fuerza que atrastró toda una montaña dejando el terreno plano y bordeado de agua como en una playa. Los habitantes se acostumbraron a llamarle así aun cuando las aguas bajaron y ya no quedan vestigios de ese fenómeno natural.